# Amt Delmenhorst
Das Amt Delmenhorst war ein Verwaltungsbezirk des Großherzogtums Oldenburg und des späteren Freistaats Oldenburg. Der Sitz des Amtes war in Delmenhorst. Die Funktion der oldenburgischen Ämter entsprach weitgehend der Funktion der Landkreise im übrigen Deutschen Reich.

## Geschichte
Das Amt Delmenhorst wurde im Rahmen der oldenburgischen Verwaltungsreform von 1814 gegründet und umfasste zunächst Delmenhorst, Hasbergen, Schönemoor und Stuhr. Die Stadt Delmenhorst schied 1817 aus dem Amt aus und wurde amtsfrei. 1852 wurde die Stadt wieder in das Amt eingegliedert. 1858 wurde das benachbarte Amt Ganderkesee aufgelöst. Seine beiden Gemeinden Ganderkesee und Hude wurden in das Amt Delmenhorst eingegliedert. 1879 wurde auch die Gemeinde Altenesch aus dem aufgelösten Amt Berne in das Amt eingegliedert. 1903 schied die Stadt Delmenhorst aus dem Amt aus und wurde amtsfrei. 1933 ging der größte Teil des Amtes Delmenhorst im Amt Oldenburg, dem heutigen Landkreis Oldenburg auf; lediglich die Gemeinde Altenesch (die heutige Gemeinde Lemwerder) kam zum Amt Wesermarsch.

## Einwohnerentwicklung
| Amt Delmenhorst | 1890   | 1900   | 1910   | 1925   |
| --------------- | ------ | ------ | ------ | ------ |
| Einwohner       | 26.153 | 34.898 | 21.541 | 23.261 |

1890 und 1900 einschließlich Stadt Delmenhorst

## Gemeinden
Das Amt Delmenhorst umfasste zuletzt sechs Gemeinden (Stand 1. Dezember 1910):
| Gemeinde    | Einwohner |
| ----------- | --------- |
| Altenesch   | 2075      |
| Ganderkesee | 8399      |
| Hasbergen   | 3959      |
| Hude        | 3864      |
| Schönemoor  | 1064      |
| Stuhr       | 2180      |